# Iván Gabrich
Iván César Gabrich (Chovet, 28 augustus 1972) is een Argentijnse voormalig voetballer. Gabrich stond bekend als een grote sterke spits.

## Biografie
Gabrich speelde in 1988 voor Club Atlético San Martín de Chovet in de regionale  Liga Venadense toen hij gescout werd door Newell's Old Boys. Met het hoogste jeugdteam werd hij onder Jorge Griffa landskampioen in 1991. Daarna was hij ook in het eerste team succesvol voor de club uit Rosario. In 1992 won Newell's Old Boys de Clausura van de Primera División Argentinië en verloor de finale van de Copa Libertadores. In juli 1996 werden de transferrechten van Gabrich voor 3,6 miljoen dollar gekocht door Settimio Aloisio.
De rechtsbenige aanvaller werd nog geen maand later voor vijf miljoen dollar door AFC Ajax aangetrokken, destijds een clubrecord, nadat de club meerdere kandidaten had zien afhaken. Bij Ajax kon hij echter nooit echt zijn draai vinden. Hij debuteerde op 6 september 1996 in de uitwedstrijd tegen N.E.C. (2-0 nederlaag) en kon tegen Cees Lok geen potten breken. In het seizoen 1996-1997 kwam Gabrich tot tien competitiewedstrijden, zonder daarin te scoren. Het seizoen erop werd Gabrich voor een beduidend lagere transfersom aan het Spaanse UD Mérida verkocht. Hij wordt sindsdien gezien als een van Ajax' grootste miskopen. Gabrich bleek alleen op basis van videobeelden aangetrokken te zijn.
Voor Mérida maakte hij één doelpunt in 36 wedstrijden, waarna de club degradeerde. Het jaar erop speelde Gabrich voor CF Extremadura, met wie hij 1999 opnieuw degradeerde hij na promotie-degradatiewedstrijden. Hierna verkaste hij naar Real Mallorca, waar hij in een half seizoen slechts tot 7 wedstrijden kwam. Hij werd verhuurd aan het Braziliaanse Vitória Futebol Clube waarmee hij het staatskampioenschap won. Daarna speelde hij nog voor Club Atlético Huracán in Argentinië en Universidad Católica in Chili waarmee hij in 2002 kampioen werd.
Gabrich werd door bondscoach Daniel Passarella eenmaal voor het Argentijns olympisch voetbalelftal geselecteerd. De oefenwedstrijd tegen El Salvador werd echter afgelast, waardoor hij zijn debuut niet kon maken. Gabrich werd uiteindelijk niet voor de Olympische Zomerspelen 1996 geselecteerd.
Na zijn actieve carrière startte Gabrich landbouwbedrijf en trainde hij het tweede team van Newell's Old Boys.
Gabrich is een neef van Jorge Gabrich, die in de jaren 80 uitkwam voor FC Barcelona.

## Carrière
| Seizoen   | Club                  | Wedstrijden | Doelpunten |
| --------- | --------------------- | ----------- | ---------- |
| 1991-1992 | Newell's Old Boys     | 5           | 0          |
| 1992-1993 | Newell's Old Boys     | 2           | 0          |
| 1993-1994 | Newell's Old Boys     | 26          | 5          |
| 1994-1995 | Newell's Old Boys     | 35          | 11         |
| 1995-1996 | Newell's Old Boys     | 35          | 14         |
| 1996-1997 | AFC Ajax              | 10          | 0          |
| 1997-1998 | UD Mérida             | 36          | 1          |
| 1998-1999 | CF Extremadura        | 28          | 1          |
| 1999-2000 | Real Mallorca         | 7           | 0          |
| 2000-2000 | Vitória Futebol Clube | 12          | 4          |
| 2000-2001 | Club Atlético Huracán | 25          | 5          |
| 2001-2003 | Universidad Católica  | ?           | 5          |

## Erelijst
- Primera División Argentinië: 1992 (Clausura)
- Copa Libertadores: finalist 1992
- Campeonato Baiano: 2000
- Primera División (Chili): 2002 (Apertura)